# Pakistanische Cricket-Nationalmannschaft in Australien in der Saison 2024/25
Die Tour der pakistanische Cricket-Nationalmannschaft in Australien in der Saison 2024/25 fand vom 4. bis zum 18. November 2024 statt. Die internationale Cricket-Tour war Bestandteil der Internationalen Cricket-Saison 2024/25 und umfasste drei ODIs und drei Twenty20s. Pakistan gewann die ODI-Serie mit 2–1 und Australien die Twenty20-Serie mit 3–0.

## Vorgeschichte
Pakistan bestritt zuvor eine Tour gegen England, für Australien ist es die erste Tour der Saison. Das letzte Aufeinandertreffen der beiden Mannschaften bei einer Tour fand in der Saison 2023/24 in Australien statt.

## Stadien
Die folgenden Stadien wurde für die Tour als Austragungsort vorgesehen und am 26. März 2024 bekanntgegeben.
| Stadion                  | Stadt     | Kapazität | Spiele |
| ------------------------ | --------- | --------- | ------ |
| Adelaide Oval            | Adelaide  | 53.583    | 2. ODI |
| The Gabba                | Brisbane  | 42.000    | 1. T20 |
| Bellerive Oval           | Hobart    | 20.000    | 3. T20 |
| Melbourne Cricket Ground | Melbourne | 100.024   | 1. ODI |
| Perth Stadium            | Perth     | 60.000    | 3. ODI |
| Sydney Cricket Ground    | Sydney    | 48.000    | 2. T20 |

## Kaderlisten
Australien benannte seinen ODI-Kader am 14. Oktober und seinen Twenty20-Kader am 28. Oktober 2024.
Pakistan benannte seine Kader am 27. Oktober 2024.
| ODI | ODI | Twenty20 | Twenty20 |
| Australien | Pakistan | Australien | Pakistan |
| --- | --- | --- | --- |
| - Pat Cummins (K) - Sean Abbott - Xavier Bartlett - Cooper Connolly - Jake Fraser-McGurk - Aaron Hardie - Josh Hazlewood - Josh Inglis (wk) - Spencer Johnson - Marnus Labuschagne - Glenn Maxwell - Lance Morris - Josh Philippe (wk) - Matthew Short - Steve Smith - Mitchell Starc - Marcus Stoinis - Adam Zampa | - Mohammad Rizwan (K, wk) - Salman Ali Agha (VK) - Aamir Jamal - Abdullah Shafique - Arafat Minhas - Babar Azam - Faisal Akram - Haris Rauf - Haseebullah Khan (wk) - Irfan Khan - Kamran Ghulam - Mohammad Hasnain - Naseem Shah - Saim Ayub - Shaheen Afridi | - Josh Inglis (K, wk) - Sean Abbott - Xavier Bartlett - Cooper Connolly - Tim David - Nathan Ellis - Jake Fraser-McGurk - Aaron Hardie - Spencer Johnson - Glenn Maxwell - Matthew Short - Marcus Stoinis - Adam Zampa | - Mohammad Rizwan (K, wk) - Salman Ali Agha (VK) - Abbas Afridi - Arafat Minhas - Babar Azam - Haris Rauf - Haseebullah Khan (wk) - Irfan Khan - Naseem Shah - Omair Yousuf - Sahibzada Farhan - Shaheen Afridi - Jahandad Khan - Sufiyan Muqeem - Usman Khan |

## One-Day Internationals

### Erstes ODI in Melbourne
| 4. November Scorecard | Melbourne | Pakistan 203 (46.4)              | – | Australien 204-8 (33.3) |
|                       |           | Australien gewinnt mit 2 Wickets |   |                         |

Australien gewann den Münzwurf und entschied sich als Feldmannschaft zu beginnen. Für Pakistan formte Eröffnungs-Batter Abdullah Shafique und der dritte Schlagmann Babar Azam eine Partnerschaft. Shafique erzielte 12 Runs und wurde gefolgt durch Mohammad Rizwan. Azam erreichte daraufhin 37 Runs und nachdem Salman Agha 12 Runs gelangen, kam Irfan Khan aufs Feld. Rizwan schied nach 44 Runs aus, woraufhin der hineinkommende Shaheen Afridi 24 Runs erzielte. Nachdem Naseem Shah ins Spiel gekommen war, verlor Khan sein Wicket nach 22 Runs, bevor Shah als letzter Spieler des Innings nach 40 Runs sein Wicket verlor. Damit setzte Pakistan dem australischen Team eine Vorgabe von 204 Runs. Bester australischer Bowler war Mitchell Starc mit 3 Wickets für 33 Runs. Für Australien bildete Eröffnungs-Batter Jake Fraser-McGurk zusammen mit dem dritten Schlagmann Steve Smith eine Partnerschaft. Fraser-McGurk konnte 16 Runs erzielen und wurde gefolgt durch Josh Inglis. Smith schied nach 44 Runs aus, woraufhin Marnus Labuschagne aufs Feld kam. Inglis gelangen 49 Runs aus und kurz darauf auch Labuschagne nach 16 Runs. Aaron Hardie formte mit Sean Abbott eine weitere Partnerschaft. Hardie erzielte 10 Runs und wurde durch Pat Cummins ersetzt. Abbott konnte 13 Runs erzielen, bevor Cummins im 34. Over nach 32* Runs die Vorgabe einholte. Bester pakistanischer Bowler war Haris Rauf mit 3 Wickets für 67 Runs. Als Spieler des Spiels wurde Mitchell Starc ausgezeichnet.

### Zweites ODI in Adelaide
| 8. November Scorecard | Adelaide | Australien 163 (35)            | – | Pakistan 161-1 (26.3) |
|                       |          | Pakistan gewinnt mit 9 Wickets |   |                       |

Pakistan gewann den Münzwurf und entschied sich als Feldmannschaft zu beginnen. Für Australien bildeten die Eröffnungs-Batter Matthew Short und Jake Fraser-McGurk eine Partnerschaft. Fraser-McGurk erreichte 13 Runs und wurde gefolgt durch Steve Smith. Short erzielte 19 Runs und der hineinkommende Josh Inglis 19 weitere. Daraufhin kam Aaron Hardie ins Spiel und Smith verlor sein Wicket nach 35 Runs. Ersetzt durch Glenn Maxwell erreichte Hardie 14 Runs, woraufhin Pat Cummins aufs Feld kam. Maxwell erreichte 16 Runs und wurde gefolgt durch Adam Zampa. Cummins schied nach 13 Runs aus und Zampa verlor das letzte Wicket des Innings nach 18 Runs, womit die Vorgabe auf 164 Runs anstieg. Beste pakistanische Bowler waren Haris Rauf mit 5 Wickets für 29 Runs und haheen Afridi mit 3 Wickets für 26 Runs. Für Pakistan eröffneten Saim Ayub und Abdullah Shafique. Ayub schied nach einem Fifty über 82 Runs aus, bevor Shafique zusammen mit Babar Azam im 27. Over die Vorgabe einholte. Shafique erzielte dabei ein Fifty über 64* Runs und Azam 15* Runs. Da australische Wicket erzielte Adam Zampa. Als Spieler des Spiels wurde Haris Rauf ausgezeichnet.

### Drittes ODI in Perth
| 10. November Scorecard | Perth | Australien 140 (31.5)          | – | Pakistan 143-2 (26.5) |
|                        |       | Pakistan gewinnt mit 8 Wickets |   |                       |

Pakistan gewann den Münzwurf und entschied sich als Feldmannschaft zu beginnen. Für Australien bildete Eröffnungs-Batter Matthew Short mit dem dritten Schlagmann Aaron Hardie eine Partnerschaft. Hardie erreichte 12 Runs und Short schied nach 22 Runs aus. In der folge konnte Sean Abbott eine weitere Partnerschaft zusammen mit Adam Zampa formen. Zampa gelangen 13 Runs und nachdem Spencer Johnson aufs Feld kam, verlor auch Abbott nach 30 Runs sein Wicket. Johnsen konnte bis zum Fall des letzten Wickets 12* Runs erreichen und erhöhte so die Vorgabe für Pakistan aus 141 Runs. Beste pakistanische Bowler waren Shaheen Afridi mit 3 Wickets für 32 Runs und Naseem Shah mit 3 Wickets für 54 Runs. Für Pakistan begannen Saim Ayub und Abdullah Shafique. Shafique gelangen 37 Runs und kurz darauf schied auch Ayub nach 42 Runs aus. Daraufhin bildeten Babar Azam und Mohammad Rizwan eine weitere Partnerschaft und holten die Vorgabe im 27. Over ein. Rizwan erreichte dabei 30* Runs und Azam 28* Runs. Bester australischer Bowler war Lance Morris mit 2 Wickets für 24 Runs. Als Spieler des Spiels wurde Haris Rauf ausgezeichnet.

## Twenty20 Internationals

### Erstes Twenty20 in Brisbane
| 14. November Scorecard | Brisbane | Australien 93-4 (7/7)          | – | Pakistan 64-9 (7/7) |
|                        |          | Australien gewinnt mit 29 Runs |   |                     |

Das Spiel wurde auf Grund von Regenfällen auf 7 Over je Seite verkürzt. Pakistan gewann den Münzwurf und entschied sich als Feldmannschaft zu beginnen. Als Spieler des Spiels wurde Glenn Maxwell ausgezeichnet.

### Zweites Twenty20 in Sydney
| 16. November Scorecard | Sydney | Australien 147-9 (20)          | – | Pakistan 134 (19.4) |
|                        |        | Australien gewinnt mit 13 Runs |   |                     |

Australien gewann den Münzwurf und entschied sich als Schlagmannschaft zu beginnen. Als Spieler des Spiels wurde Spencer Johnson ausgezeichnet.

### Drittes Twenty20 in Hobart
| 18. November Scorecard | Hobart | Pakistan 117 (18.1)              | – | Australien 118 (11.2) |
|                        |        | Australien gewinnt mit 7 Wickets |   |                       |

Pakistan gewann den Münzwurf und entschied sich als Schlagmannschaft zu beginnen. Für sie bildete Eröffnungs-Batter Babar Azam  zusammen mit dem dritten Schlagmann Haseebullah Khan eine Partnerschaft. Haseebullah Khan erreichte 24 Runs und nachdem Irfan Khan aufs Feld gekommen war, verlor auch Azam sein Wicket nach 41 Runs. Kurz drauf schied auch Irfan Khan aus und der ihm folgende Shaheen Afridi konnte 16 weitere Runs erzielen. Kurz darauf endete das Innings mit einer Vorgabe von 118 Runs für Australien. Bester australischer Bowler war Aaron Hardie mit 3 Wickets für 21 Runs. Für Australien formte Eröffnungs-Batter Jake Fraser-McGurk zusammen mit dem dritten Schlagmann Josh Inglis eine Partnerschaft. Fraser-McGurk gelangen 18 Runs, bevor er durch Marcus Stoinis ersetzt wurde. Inglis schied nach 27 Runs aus und Stoinis konnte dann mit einem Fifty über 61 Runs die Vorgabe im 12. Over einholen. Die pakistanischen Wickets erzielten Abbas Afridi, Jahandad Khan und Shaheen Afridi. Als Spieler des Spiels wurde Marcus Stoinis ausgezeichnet.

## Auszeichnungen

### Player of the Series
Als Player of the Series wurden der folgende Spieler ausgezeichnet.
| Serie | Player of the Series |
| ----- | -------------------- |
| ODI   | Haris Rauf           |
| T20   | Spencer Johnson      |

### Player of the Match
Als Player of the Match wurden die folgenden Spielerinnen ausgezeichnet.
| Spiel  | Player of the Match |
| ------ | ------------------- |
| 1. ODI | Mitchell Starc      |
| 2. ODI | Haris Rauf          |
| 3. ODI | Haris Rauf          |
| 1. T20 | Glenn Maxwell       |
| 2. T20 | Spencer Johnson     |
| 3. T20 | Marcus Stoinis      |